# هوندا سي بي 650 إس سي
هوندا سي بي 650 أس سي(بالإنجليزية: Honda CB650SC)‏ هي دراجة نارية من تصنيع هوندا.